# Joseph Morand

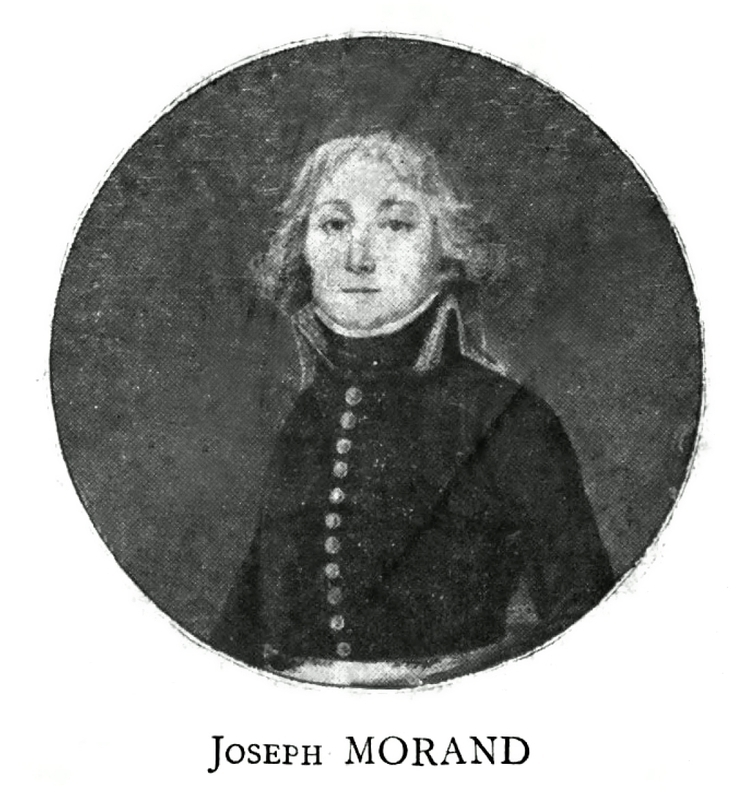
Joseph Morand, Miniatur-Porträt

Baron Joseph Morand (* 18. Juli 1757 in Allemans (La Rivière), Département Dordogne; † 5. April 1813 in Boizenburg) war ein französischer General (Général de division) und Gouverneur in der Zeit der Koalitionskriege.

## Leben und Wirken

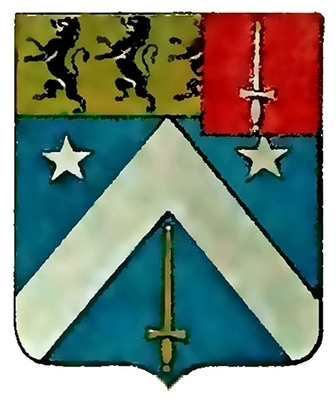
Familienwappen von 1811

Joseph Morand wurde als natürlicher Sohn des Capitaine Jérôme Morand (1716–1786), einem hochdekorierten Grenadier-Royaux, und Marie Cressat geboren. Nachdem er bis zu seinem 16. Lebensjahr eine Schule besucht hatte, meldete er sich am 20. Januar 1774 freiwillig zum Dienst im Régiment de Guyenne. Dort erhielt er seine erste militärische Ausbildung. Am 6. Juni 1776 wechselte er als Kadett in das Régiment de Picardie, wo er am 2. Juni 1777 zum Sous-lieutenant, am 4. Juni 1780 zum Seconde-lieutenant und am 15. Juni 1783 zum Premier-lieutenant befördert wurde. Im Rang eines Capitaine nahm Morand am 6. Mai 1787 seinen Abschied vom Militär und ehelichte am 28. November Jeanne-Angélique Cretin in Besançon. Aus der Ehe gingen vier Kinder hervor, zwei Jungen und zwei Mädchen.
Nach Ausbruch der Französischen Revolution schloss sich Morand 1789 der Nationalgarde in Besançon an. Im darauffolgenden Jahr übernahm er im April das Kommando über die Nationalgarde in Saint-Étienne-de-Puycorbier. Einige Wochen später, am 2. Juli 1790, erhielt er den Auftrag im Distrikt Mussidan ein Freiwilligenbataillon der Nationalgarde zu formieren. Ende 1791 entschied sich Morand zum Wiedereintritt in den Militärdienst. Zur Armee zurückgekehrt wurde er am 12. Januar 1792 Captaine im 56e régiment d’infanterie (ab 1794 56e demi-brigade de bataille) und diente dann im Stab von Brigadegeneral Jean-Baptiste André Ruault de La Bonnerie in der Armée du Nord. Während dieser Jahre bewährte er sich bei mehreren Gelegenheiten, so bei der Belagerung von Lille und in der Schlacht von Neerwinden, bei der er eine ernste Verletzung am rechten Arm erlitt. Es folgte eine mehrmonatige Lazarettunterbringung in Lille. Dort erlangte Morand die Gewissheit, dass er seine rechte Hand nicht mehr nutzen kann. Nach der nur teilweisen Genesung wurde er Mitte Oktober 1794 zur Armée des Pyrénées-Occidentales versetzt und nahm am zweiten Feldzug gegen Spanien teil. Der nunmehr im Stabs- und Truppendienst eingesetzte Morand stieg bereits im November zum vorläufigen, dann per Dekret des Comité de Salut public am 13. Juni 1795 zum regulären Brigadegeneral auf.
Nach seiner Beförderung diente er im September 1795 in der Armée de l’Ouest und trat am 30. Oktober 1795 in den Dienst der Armée de l’Intérieur, die zur Bekämpfung royalistischer Aufstände eingesetzt wurde. Er stand nunmehr erstmals unter dem Kommando von Napoléon Bonaparte, der seit dem 27. Oktober die Armée de l’Intérieur führte. Anschließend übernahm Morand verschiedene Platzkommandos, so am 1. Januar 1796 in Cambrai und am folgenden 1. Oktober in Metz. Am 21. März 1797 wurde er zum Kommandanten von Luxemburg und des Départements des Forêts ernannt. In den folgenden zwei Jahren bekämpfte Morand die dortigen bewaffneten Aufstände. Das Gefecht bei Arzfeld bildete den blutigen Höhepunkt in der von ihm befohlenen Verfolgung der Aufständischen. Den an diesem Tag gefangen genommenen Bauern drohte in Luxemburg das Kriegsgericht der 25e division militaire und damit die Verurteilung zum Tode. Nachdem Morands Einsatz in Luxemburg und Belgien beendet war, erreichte ihn am 24. Juli 1799 die Ernennung zum Platzkommandanten von Paris.
Am 9. November 1799 während des Staatsstreichs in Paris anwesend, unterstützte er Napoleon Bonaparte, der sich am 27. April 1800 mit der Ernennung zum Général de division erkenntlich zeigte. Nachdem er wegen seines persönlichen Einsatzes für den Chevalier von Coigny, dem Kontakte zum Baron Hyde de Neuville vorgeworfen wurden, in Ungnade gefallen war, entband ihn Napoleon von seinem Kommando in Paris.  Am 18. Juli 1800 erhielt er ein Kommando im Raum Alexandria. Dort verblieb er einige Monate. Nach seiner Rückkehr übernahm er am 28. April 1801 die Führung der 1e division in der Armée d’Italie unter Moncey. Einige Monate später, am 22. Dezember 1801, wurde ihm das Kommando über die 23e division militaire übertragen, die zur  militärisch organisierten Verwaltung auf Korsika gehörte. Auf Korsika sollte der befähigte Divisionsgeneral, der das ausdrückliche Vertrauen Napoleons genoss, die Aufständischen bekämpfen. Zusammen mit dem außerordentlichen Verwalter André-François Miot de Mélito, der im Oktober 1802 abgelöst wurde, installierte Morand eine Gewalt- und Willkürherrschaft. Den Widerstand der Aufständischen ließ er mit Verhaftungen und Erschießungen beantworten. So wie in Isolaccio-di-Fiumorbo, wo er als Vergeltungsmaßnahme am 6. Juni 1808 die Verhaftung und Inhaftierung von 167 Männern veranlasste. Unnachgiebig bekämpfte er auch die auf der Insel verbreitete Blutrache. 1809 kam es auf Korsika zur sogenannten Conspiration d’Ajaccio, in deren Folge Morand Machtmissbrauch und Fehlverhalten vorgeworfen wurde. Eine eigens eingesetzte Untersuchungskommission forderte später seine Entlassung, die Napoleon allerdings ablehnte. Morand verblieb bis zu seiner Ablösung im Juli 1811 auf Korsika. In Anerkennung seiner dort geleisteten Dienste wurde er am 11. Dezember 1803 zum Ritter und am 14. Juli 1804 zum Kommandeur der Ehrenlegion ernannt. Napoleon verlieh ihm zudem am 30. August 1811 den Titel baron de l’Empire in der Noblesse impériale und stattete ihn mit einem Baronat im Königreich Westphalen aus.
Nachdem er sich über mehrere Wochen zur Verfügung gehalten hatte, ernannte ihn Napoleon zum Botschafter im Königreich Bayern. Der dortige Einsatz war jedoch nicht von langer Dauer, denn bereits am 7. Februar 1812 folgte die Versetzung zum Corps d’observation de l’Elbe. Zweieinhalb Wochen später, am 29. Februar, erhielt er die Ernennung zum Gouverneur von Schwedisch-Pommern und residierte fortan in der Festung Stralsund. Auch dort sorgte Morand für die rücksichtslose Durchsetzung der napoleonischen Machtinteressen.
In der Zeit vom 22. Juli bis zum 15. Oktober 1812 übernahm Morand, der seine Stellung als Gouverneur beibehielt, zudem das Kommando über die in Mecklenburg stehende 34e division im 11e Corps. Der Großteil der Division rückte im Oktober nach Königsberg ab. Morand verblieben zwei Bataillone vom sächsischen Regiment Prinz Maximilian und eine sächsische Batterie. Die später von zwei Bataillonen des neapolitanischen 22e régiment d’infanterie légère verstärkt wurden.
Während des Rückzuges aus Nordostdeutschland erteilte ihm der Befehlshaber und Vizekönig Eugène de Beauharnais im Februar 1813 den Befehl, die Besatzung der Festung Stralsund in Stärke von 2542 Mann mit 224 Pferden und 12 Geschützen nach Hamburg zu führen. Dort sollten Morands Truppen zusammen mit dem 152e régiment d’Infanterie de Ligne die untere Elbe verteidigen. Am 9. März 1813 räumten die französischen und sächsischen Truppen Stralsund und marschierten in Richtung Hamburg. Weil Dänemark sich für neutral erklärt hatte, verwehrte ihm eine überlegene dänische Division unter Generalleutnant Johann von Ewald am 15. März den Weitermarsch nach Hamburg. Daher wich Morand nach Bergedorf aus. Dort wurde er jedoch am 16. und 17. März von abgesessenen Kosaken des russischen Streifkorpsführers Tettenborn attackiert. Unter Zurücklassung einer Nachhut mit sechs Geschützen, die nach lebhaftem Gefecht verloren gingen, zogen sich Morands Truppen am 17. März bei Zollenspieker über die Elbe zurück. Tettenborn besetzte hingegen am 18. März Hamburg, während Morand nach einem Hilferuf von Divisionsgeneral Carra Saint-Cyrs vor Bremen erschien. Saint-Cyr hatte, weil dort antifranzösische Unruhen ausgebrochen waren, über Bremen und das Arrondissement Bremerlehe den Belagerungszustand verhängt. Morands Division ging am 22. März bei Bremen über die Weser und verblieb dort die folgenden Tage.
Als der Vizekönig vom Aufstand in Lüneburg erfahren hatte, erteilte er am 24. März Morand den Befehl, die Stadt zu besetzen und dort ein Strafgericht abzuhalten. Morands Division, rund 2700 Mann mit neun Geschützen, verstärkt durch Reiter – berittene Douaniers und Gendarmen – setzte sich vom Bremer Umland ausgehend in Marsch und gelangte am 27. März nach Tostedt. Nachdem Morand am 30. März Verstärkung erhalten hatte, biwakierte er am 31. März bei Garlstorf, um von dort aus am nächsten Morgen den Anmarsch auf Lüneburg zu beginnen. Am Mittag des 1. April drang die Division in die Stadt ein. Dem Vorgehen der Franzosen fielen 22 Lüneburger zum Opfer, die entweder verletzt wurden oder zu Tode kamen. Zwei von ihnen, die Bürger Spangenberg und Gellers, wurden wegen Waffenbesitz standrechtlich erschossen. Morand verlas umgehend eine Proklamation und ließ 30 der angesehensten Bürger der Stadt gefangen nehmen, darunter den Landschaftsdirektor Karl Levin Otto von Lenthe (1746–1815). Die Verhafteten sollten am nächsten Tag vor ein Kriegsgericht gestellt werden. Morand bekam jedoch keine weitere Gelegenheit, die befohlenen Straf- und Vergeltungsmaßnahmen durchzuführen.
Am frühen Morgen des 2. April leiteten umherstreifende Kosaken das Gefecht bei Lüneburg ein. Zu spät erkannte Morand, dass er es mit dem Korps Dörnbergs – reguläre preußische und russische Infanterie und Artillerie und starke russische Reiterei – zu tun hatte. In den folgenden Stunden verbrauchte Morand seine Kräfte, zog sich aus der Stadt, in der sich erneut die Bürger erhoben hatten, zurück und wurde zum ersten Mal verwundet. Nachdem sich die Bataillone auf der Höhe am Mönchsgarten gesammelt hatten, drangen sie gegen 15.30 Uhr erneut vor. Morand stellte sich an die Spitze des Angriffs und trieb seine Soldaten mit dem Ausruf „Vive L’Empereur“ an. Es war ein hoffnungsloses Unterfangen. Die abgekämpften Sachsen und demoralisierten Franzosen waren nicht mehr in der Lage den Angriff zum Erfolg zu führen. Zudem war Morand schwer verwundet worden und hatte das Kommando an den ebenso verwundeten sächsischen Oberst Friedrich Franz von Ehrenstein übertragen. Zwei sächsischen Kompanien gelang es noch sich auf den Lerchenberg zurückzuziehen. Die beiden anderen Kompanien, die den Angriff angeführt hatten, wurden von pommerschen Füsilieren bedrängt und mussten ihre Waffen niederlegen. Das zur Verstärkung am 30. März herangeführte französische Bataillon erwies sich zudem als wenig hilfreich. Am späten Nachmittag mussten sich die Reste der Division Morand ergeben. Anschließend wurden die Gefangenen durch die Stadt geführt. Noch am selben Tag marschierten sie weiter nach Boizenburg, von wo aus sie am 11. April nach Berlin geführt wurden. Der schwer verletzte Morand war hingegen im Haus von Hauptmann Langrehr in der Großen Bäckerstraße 4 versorgt worden. Er wurde am nächsten Tag vom Lüneburger Apotheker Dempwolff nach Boizenburg verbracht. Dort starb er am 5. April gegen 9.00 Uhr im Wohnhaus des Bürgermeisters Peter Knaudt (1750–1818) in der Königsstraße. Morand wurde posthum mit dem Großkreuz der Ehrenlegion geehrt. Seine Witwe und die minderjährigen Söhne erhielten hingegen eine jährliche Rente von 6000 Franc.

## Nachkommen
- Genevieve-Angélique Morand (1786–1826)

⚭ (17. Juli 1809, Paris) Benoit-Prosper Sibuet (1773–1813), Brigadegeneral, Ritter der Ehrenlegion, ertrank im Fluss Bober (bei Lwówek Śląski)
- Marie-Madaleine-Anatole Morand (1789–1870)

⚭ (1. März 1809, Paris) Louis-Pierre de Montbrun (1770–1812), Divisionsgeneral, Großoffizier der Ehrenlegion, fiel in der Schlacht bei Borodino
⚭ Louis-Marie Véron Baron de Farincourt (1786–1847), Maréchal de camp, Kommandeur der Ehrenlegion
- Adolphe-Niclas-Vicente Joseph Morand (1798–1854), Oberstleutnant beim 4e régiment de chasseurs d’Afrique
- Eduard-Adam Morand (1801– ?), Offizier, verstorben während der Expédition de Morée

## Gedenkkultur

### Mecklenburg
Morand wurde mit militärischen Ehren auf den Boizenburger Friedhof beigesetzt. Der Weinhändler und Freimaurer Friedrich Jakob Klepper (1779–1871), der im Vorfeld der Kämpfe in Lüneburg eine entscheidende Rolle gespielt hatte, stiftete für das Grab ein Gedenkkreuz. Klepper ließ sich zudem auf eigenen Wunsch neben seinem ehemaligen Gegner aus dem Befreiungskrieg bestatten. Das verwitterte hölzerne Kreuz wurde 1873 im Auftrag des mecklenburgischen Großherzogs Friedrich Franz II. durch ein weiß getünchtes Steinkreuz mit Inschrift (MORAND • D • 2 • April • 1813) ersetzt.
Am 22. Oktober 1933 inszenierten die Nationalsozialisten am Grab von Klepper und Morand eine Gedenkveranstaltung. An der für ideologische Zwecke missbrauchten Veranstaltung nahmen über 2000 Menschen teil. Im Zuge dessen stellte die Stadtverwaltung unter NSDAP-Bürgermeister Johannes Senst beide Gräber öffentlichkeitswirksam unter Schutz.
Heute steht das Grab von Divisionsgeneral Joseph Morand unter Denkmalschutz.

### Frankreich
In der Gemeinde Mussidan wurde ein Platz nach Joseph Morand benannt.
Die Gemeinde Isolaccio-di-Fiumorbo erinnert seit 1979 mit einer Gedenktafel an die von Divisionsgeneral Morand befohlene Massenverhaftung vom 6. Juni 1808. Am 2. Juni 2012 wurde das Denkmal erneuert und um drei Gedenksteine erweitert. Die neu errichteten Gedenksteine tragen die Namen der 167 verhafteten Männer.
Am Ostpfeiler des Arc de Triomphe de l’Étoile in Paris ist der Name Morand verzeichnet, der jedoch nicht dem Divisionsgeneral Joseph Morand gewidmet ist, wie gelegentlich behauptet wird, sondern dem Divisionsgeneral Charles Antoine Morand (1771–1835), der in der Schlacht von Austerlitz kämpfte und am Russlandfeldzug von 1812 teilnahm.

## Ergänzendes

### Morands Division
Der Divisionsverband verfügte am 1. April 1813 über eine Gesamtstärke von 2727 Mann.
Morands Division verlor im Gefecht von Lüneburg mindestens 350 Mann, unter ihnen 130 Tote und 220 Verwundete. In Gefangenschaft gerieten insgesamt 2270 Mann. Zu ihnen gehörten auch der Generalstabschef Oberst Francois Lourde (1771–1848) und der sächsische Oberst Friedrich Franz von Ehrenstein (1757–1818). Sachsen und Franzosen wurden noch im April als Gefangene nach Russland geführt. Dort wurden die Sachsen, zumeist gegen ihren Willen, in die Russisch-Deutsche Legion eingegliedert.
| 1. und 2. Bataillon des sächsischen Regiments Prinz Maximilian | 33  | 1495 |
| sächsische Artilleriebatterie                                  | 5   | 165  |
| 4e bataillon des 152e régiment d’infanterie de ligne           | 19  | 450  |
| Douaniers zu Fuß                                               | 12  | 235  |
| Douaniers zu Pferd                                             | --- | 25   |
| 3e und 17e Compagnie des 8e régiment d’artillerie à pied       | 7   | 186  |
| berittene Gendarmen                                            | --- | 88   |
| Generalstab (État-majors)                                      | 7   | ---  |

### Morands Dokumente

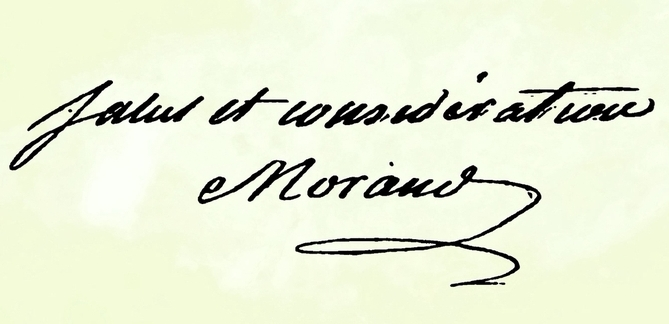
Signatur Joseph Morand

Die Verbündeten erbeuteten am 2. April eine Vielzahl von Morands Dokumenten. Dörnberg gelangte so in den Besitz der aufschlussreichen Korrespondenz zwischen Morand und Carra Saint-Cyrs.
Generalmajor Alexander Iwanowitsch Tschernyschow fand hingegen in den Dokumenten einen persönlichen Brief von Napoleon Bonaparte. Der patriotische Brief war an den korsischen Revolutionär Pasquale Paoli gerichtet und am 12. Juni 1789 in Auxonne verfasst worden. Während dieser Zeit war Napoleon noch Lieutenant im Régiment de La Fère artillerie. Tschernyschow berichtete umgehend Zar Alexander I. über den Fund und übersandte das Schreiben nach Russland. Ungeklärt blieb jedoch, wie das Schreiben in Morands Besitz gelangt war.

### Lüneburg am 4. April
Am 4. April besetzten die Franzosen Lüneburg erneut. Befehligt wurden die Truppen von Brigadegeneral Alexandre de Montbrun (1775–1821), dem Bruder des im September 1812 vor Moskau gefallenen Divisionsgenerals Louis-Pierre de Montbrun, der mit Morands Tochter Marie verheiratet war. Der aufgebrachte Montbrun ließ bereits kurz nach dem Einmarsch 106 angesehene Bürger festnehmen und im Rathaus einsperren. Er warf den Lüneburgern die Beteiligung am Kampf, die Plünderung der mitgeführten Bagage und Übergriffe auf die französischen Gefangenen vor. Den Bürgern drohte somit die Hinrichtung. Von der Vollstreckung wurde jedoch abgesehen, wohl auch wegen des von Generalleutnant von Dörnberg am 5. April in Boizenburg verfassten Schreibens an die französische Generalität. Dörnberg kündigte darin Vergeltungsmaßnahmen an. Zudem legte er dar, dass die Lüneburger auf ausdrücklichen Befehl des Befehlshabers der russischen Truppen die Waffen ergriffen hätten. Das Schreiben verfehlte seine Wirkung nicht; denn am 8. April erteilte Montbrun, der sich nun in Nachsicht übte, den Befehl zur Freilassung der Bürger.